# M-Bahn

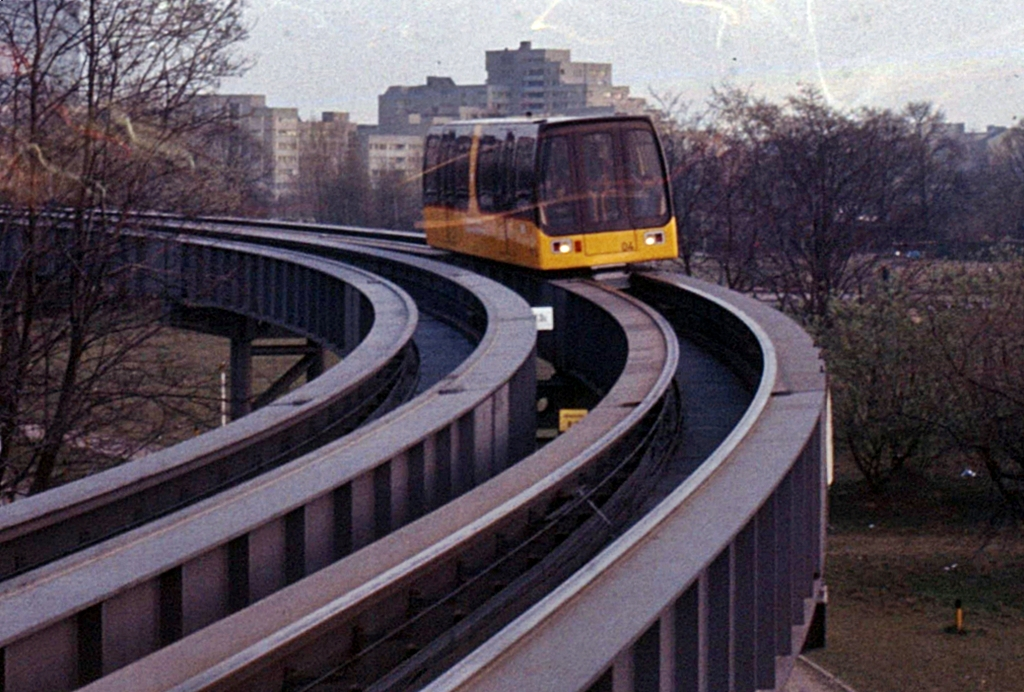
M-Bahn près de Kemperplatz, 1990

Parcours du M-Bahn, dessiné sur un plan de la ville de 2017

La M-Bahn ou Magnetbahn était une ligne de métro léger à sustentation magnétique qui a fonctionné à Berlin de 1989 à 1991. Entièrement aérienne, elle reliait la station de métro Gleisdreieck à Kemperplatz, dans le secteur de la philharmonie de Berlin.
La ligne est initialement conçue pour resservir le secteur de Berlin-Ouest situé aux environs de la Potsdamer Platz et devenu enclavé avec la construction du mur de Berlin. Elle réutilise partiellement les anciennes infrastructures de la ligne U2, laquelle était limitée à Wittembergplatz depuis 1961. 
La technologie utilisée est novatrice, puisqu'elle a recours à des véhicules légers propulsés grâce à la sustentation magnétique. L'ouverture, d'abord prévue pour 1984 puis 1987, est retardée à la suite d'un incendie puis un tamponnement qui endommagent plusieurs véhicules. La M-Bahn ouvre finalement à titre expérimental en 1989, puis officiellement en 1991.
Toutefois, les aléas de l'histoire causent la fin prématurée de la M-Bahn, qui est fermée seulement quelques mois après sa mise en service officielle. La chute du Mur et la réunification allemande ouvrent en effet la voie à la reconstruction de la ligne U2 qui reprend ses infrastructures initiales entre Gleisdreieck et Potsdamerplatz. La M-Bahn, devenue redondante, est alors démantelée.